# Automeris aknorkei
Automeris aknorkei é uma espécie de mariposa do gênero Automeris, da família Saturniidae.
Sua ocorrência foi registrada no México. Foi encontrada no estado de Chiapas, Pueblo Nuevo, Hotel "Siempre Verde", a 1.710 m de altitude.